# Lucrécia Paco
Lucrécia Paco (Maputo, 19 de outubro de 1969) é uma atriz moçambicana. Considerada uma das atrizes mais aclamadas de Moçambique.

## Biografia
Nascida antes da independência de Moçambique, Lucrécia gostava de cantar e dançar as músicas características de sua aldeia, o que era proibido na época. Após a independência do país, veio uma guerra civil, onde Lucrécia desenvolvia sua própria linguagem teatral para criar um teatro genuinamente moçambicano. Assim, a atriz foi uma das fundadoras do grupo Mutumbela Gogo, em 1986, primeiro grupo profissional de teatro de Moçambique. Foi protagonista da primeira novela moçambicana, Nineteens.

## Filmografia

### Televisão
| Ano  | Título           | Papel          |
| ---- | ---------------- | -------------- |
| 2010 | Nineteens        | Glória Monjane |
| 2002 | A Jóia de África | Abibi          |

### Cinema
| Ano  | Título                | Papel  |
| ---- | --------------------- | ------ |
| 2010 | Quero Ser uma Estrela | Mulher |
| 2010 | Flores Silvestres     | [ 5 ]  |
| 1998 | Comédia Infantil      | Maria  |

## Teatro
- Mulher Asfalto[7]
- Xicalamidade[8]
- O pão e o teatro[9]